# Анри де Сюлли
Анри де Сюлли (Henri De Sully, O.Cist., его фамилию также пишут как Sulli) — цистерцианец, католический церковный деятель XII века. В 1183 году стал архиепископом Буржа, в 1186 году провозглашен кардиналом-священником, был папским легатом в Аквитании.